# نبرد لوزکوت فیلد
نبرد لوزکوت فیلد (انگلیسی: Battle of Losecoat Field) این درگیری که در برخی منابع با عنوان نبرد امپینام هم شناخته شده در تاریخ ۱۲ مارس ۱۴۷۰ میلادی و در طول دوران جنگ‌های داخلی انگلستان مشهور به جنگ رزها اتفاق افتاد. این نبرد با شکست شورش سازماندهی شده علیه ادوارد چهارم رخ داد که در نهایت منجر به فرار ریچارد نویل، شانزدهمین ارل واریک و برادر پادشاه جورج، دوک کلارنس به سمت جبهه لنکسترها گردید به دلیل اینکه از محرکان و عاملان اصلی شورش شناخته شدند.

## زمینه
تقریباً یک سال پیش از این، در ژولای ۱۴۶۹، ارتش وفادار به ادوارد چهارم پادشاه یورک‌ها در نبرد ایجکوت مور از ریچارد نویل، شانزدهمین ارل واریک، حامی سابق و در عین حال ناراضی خودش شکست خورد. ادوارد، متعاقب آن در اولنی، باکینگهام‌شر دستگیر شد با همه این احوال توانست تا با کمک و حمایت برادرش ریچارد، دوک گلاستر رهایی و قدرت خود را بازیابد. علی‌رغم مصالحه و آشتی میان واریک و پادشاه، تا مارس ۱۴۷۰، واریک خودش را در موقعیتی مشابه با قبل از نبرد اجکوت مور می‌دید. او نمی‌توانست هیچ‌گونه کنترل یا نفوذ در سیاست‌های اتخاذ شدهٔ ادوارد داشته باشد. واریک تلاش داشت تا در جایی دیگر، یکی از برادران پادشاه همچون جورج، دوک کلارنس را بر تخت پادشاهی بنشاند تا بتواند مجدداً نفوذ سابقش را به دست آورد.